# Сопротивление в Белостокском гетто
Сопротивление в Белостокском гетто — деятельность евреев Белостокского гетто по пассивному и активному противодействию планам и действиям нацистов в период Холокоста. Активное сопротивление завершилось восстанием, вспыхнувшим 16 августа 1943 года. Это было второе по величине, после восстания в Варшавском гетто еврейское восстание против нацистов в период Холокоста. Было организовано Антифашистской боевой организацией.
Основные боевые действия в гетто велись с 16 по 20 августа 1943 года. На пятый день руководители восстания Д. Мошкович и М. Тененбаум (последний проявил незаурядный талант военного организатора), убедившись, что сопротивление подавлено, а боеприпасы иссякли, покончили с собой. Последний организованный бой произошёл на шестой день, когда немцы прорвались к больнице на ул. Фабричной № 27, которую повстанцы превратили в госпиталь.
Хотя активный отпор карателям продолжался 5-6 дней, отдельные ночные стычки уцелевших повстанцев, скрывавшихся в руинах, вспыхивали ещё несколько недель. Они выходили по ночам из укрытия и нападали на патрули, состоявшие из украинских, литовских и немецких полицейских. Последними группами повстанцев гетто командовал В. Волковысский. В документе, найденном в немецком архиве и опубликованном в израильском историческом журнале, сообщается, что ещё 3-4 месяца после подавления восстания немецкие солдаты участвовали в операциях по ликвидации остатков «бандитов» в руинах Белостокского гетто. Последняя известная попытка прорыва произошла в середине октября 1943 года, но прорваться никому не удалось. По данным «Жеготы» в гетто было уничтожено около ста немецких и украинских солдат и полицейских, несколько сотен было ранено.

## Белостокское гетто
Немцы заняли Белосток 27 июня 1941 года и оставались в нём до 27 июля 1944 года. Однако, поскольку город был окружён уже 22 июня 1941 года, только небольшому количеству евреев, порядка 200—300 человек, удалось эвакуироваться.
Уже с первых дней оккупации в Белостоке начались массовые убийства евреев. 28 июня 1941 года немцы сожгли еврейский квартал «Ханайки» (в том числе и Большую синагогу), всего погибло около 5000 евреев. 3 июля у деревни Петраши немцы убили около 300 евреев, 12 июля — ещё от 2 до 5 тысяч человек.
26 июля 1941 года в городе было создано гетто, в которое поселили от 40 до 60 тысяч евреев из города и окрестностей. Создан юденрат во главе с Гедалией Роземанном, а затем новый юденрат во главе с бывшим заместителем Роземанна Эфраимом Барашем. 1 августа 1941 года гетто стало закрытым, без возможности его покинуть. Оно располагалось между улицами Липовой, Преязд, Полеской и Сенкевича и было обнесено стеной с тремя охраняемыми выездными воротами.
На обитателей гетто были наложены тяжёлые контрибуции и налоги. По причине постоянной нехватки продуктов в гетто была создана сеть кухонь. Юденрат также организовал пункты питания для бедных, две больницы, три аптеки, пункт первой помощи, две школы и детский сад. Около двухсот мужчин служили в действующей в гетто еврейской полиции.
В сентябре и октябре 1941 года 5-6 тысяч евреев были вывезены из Белостока в гетто в Пружанах, где они погибли в январе 1943 года.

## Движение Сопротивления в гетто
Начало движению Сопротивления в Белостокском гетто было положено в ноябре 1941 на совещании коммунистов, левых сионистов и бундовцев в подвале больницы гетто. Была принята программа работы, создан Антифашистский комитет Белостока. Но в декабре гестапо, получив информацию из неизвестного источника, арестовало и расстреляло четверых подпольщиков. В начале 1942 года в гетто появляются ещё несколько групп Сопротивления.
В 1942 году в Белосток из Вильно, для создания еврейского подполья и боеспособной организации, прибыли 28 молодых активистов сионистско-социалистических движений «Дрор» и «Ха-шомер ха-цаир». Руководителем группы стал 25-летний еврей из Варшавы Мордехай Тененбаум-Тамаров. Мордехай приехал в Вильно в начале войны и стал там одним из лидеров движений Дрор и Хехалуц. Хайка Гроссман сумела создать в городе большую и сильную организацию «Тель-Хай».
Хайка Гроссман вспоминала: 

Во время своего короткого пребывания в городе члены виленской группы успели создать только самый центр движения в гетто… Мы получили адрес, место для постоянных встреч… Сюда приходили, чтобы получить заряд бодрости, получить совет по делам организации, рассказать или услышать о происходящем на фронте, передать информацию об учреждениях гетто, о полиции, о её пособниках — предателях. Самое же главное — сюда приходили, попав в беду. Это был «родительский дом», где заботились о «детях». В формах той или иной социальной помощи тут сплетались все моральные ценности движения.
В «Чёрной книге», вышедшей под редакцией В. Гроссмана и И. Эренбурга: 

В то же время в Белосток был командирован Э. Боркас. В Белостокское гетто прибыла из Варшавы Х. Гроссман, и вдвоем они приняли участие в создании подпольной «Группы борьбы с немецкой оккупацией». Позднее им удалось связаться с оперировавшим в лесах партизанским отрядом. Гроссман и Боркас принимали активное участие в восстании Белостокского гетто. Боркас пал в сражении.

Х. Гроссман — одна из очень немногих — уцелела.
Евреи в гетто продолжали бороться. В марте 1942 г. был создан «Объединённый антифашистский блок», в него вошли коммунисты во главе с бывшим унтер-офицером польской армии Д. Мошковичем (1905—1943), представители Ха-Шомер ха-цаир во главе с Хайкой Гроссман и левой частью Бунда во главе с Э. Бораксом. У историков эта организация получила название «Блок А». В начале 1942 г. в гетто было создано движение правого крыла Бунда, сионистской организации Дрор и ряда других сионистских движений, «Блок B». Организацию возглавил М. Тененбаум (Тамаров).
В отличие от многих других восстаний, в Белостоке силы Сопротивления поддерживал руководитель Юденрата Эфраим Бараш. В январе 1942 года состоялась первая беседа Хайки Гроссман с Барашом. До войны Бараш участвовал в сионистских движениях в Волковыске (до 1934 был почётным председателем Ха-Халуца) и идейно поддерживал молодёжь. Хайка просила Бараша легализовать членов подполья, дать разрешение на нарушение комендантского часа в случае необходимости, внести членов подполья в списки на жительство и работу. Всё это председатель Юденрата сделал.
Основной проблемой подпольщиков было оружие. Его приходилось покупать у поляков и немцев или воровать у тех же немецких солдат. Хайка Гросман в своей книге «Люди подполья» посвящает целую главу крестьянину по имени Ян из деревни Коробчица, оказывавшему ей гостеприимство. Много раз белостокские подпольщики покупали у него оружие. В записанном Яд ва-Шем видеосвидетельстве Хайка описывает готовность Яна пожертвовать собой, чтобы спасти евреев, и его смелость, когда он вызвался сопровождать Хайку на телеге, наполненной ручными пулемётами, до железнодорожной станции. Брат Яна Мѝхаль тоже продавал через Хайку оружие еврейскому подполью в Белостоке. Большую помощь с оружием оказывал также немец Кудлашик, служивший в центральном отделе текстильной промышленности Белостокского округа, и перевозивший на своей машине оружие для еврейского подполья, часть оружия хранилось на территории базы немецкой воинской части.
Наиболее дерзкими были налёты подпольщиков на немецкие склады оружия. Отличились при этом В. Волковыский, Р. Левин, Н. Гольдштейн и М. Бух. Удача сначала сопутствовала подпольщику Голанду, до войны известному спортсмену, вратарю белостокской футбольной команды. Он купил оружие у крестьян, а затем и у немца. Успех несколько притупил бдительность Голанда — он обратился ещё к одному немцу и поплатился жизнью. Немец передал Голанда в гестапо. Несмотря на жестокие пытки, Голанд молчал и был расстрелян. При монтировании мин в подпольной мастерской погибли молодые подпольщики Сема Гольдберг и Саша Кухарский.
В конце 1942 подпольщики предпринимали попытки создания в районе Белостока партизанских отрядов. Ситуация в лесах тут была сложнее, чем на остальной польской территории, так как в районе Белостока, в отличие от других мест, борьбу с еврейскими партизанами вела также и Армия Крайова, основной помощник еврейского партизанского движения в других местах. Первая группа партизан, в составе восьми человек, ушла из гетто 7 января 1943. Через несколько дней к ним присоединилась и вторая группа из 9 человек во главе с М. Слапаком. В феврале командир группы и семеро партизан погибли в бою с немцами, а остальные были вынуждены вернуться в гетто. В феврале, несмотря на первую неудачу, был создан партизанский отряд «Форойс» («Вперед») под командованием типографского рабочего из Варшавы И. Сухачевского (?-1943). В марте-апреле из евреев, бежавших при перевозке в Треблинку, были организованы ещё две партизанские группы, одна из них во главе с И. Котом.
В гетто был создан архив, наподобие варшавского «Архива Рингельблюма», в котором собирались дневники, документы Юденрата, распоряжения немецкой администрации и другие. Архив был укрыт весной 1943 на «арийской» стороне, где его и обнаружили после войны. Большинство из документов архива находятся сейчас в «Яд ва-Шем» в Иерусалиме. Согласно им, до весны 1943 движение в гетто поддерживало связь с варшавской Еврейской Боевой Организацией, с гетто Вильно и с партизанским отрядом Юдиты, действовавшим в лесах с декабря 1942. В феврале 1943 еврейское Сопротивление получило помощь оружием, медикаментами, картами и разведывательной информацией от немецкого антифашистского движения.
Известно, что молодёжные движения воспринимали треугольник Вильно — Белосток — Варшава как общую организационную территорию. Город Гродно был важным связующим узлом в этой зоне. Между гетто в этих городах была постоянная связь, девушки-связные пересекали границы между Генерал-губернаторством, к которому по немецкому делению относилась Варшава, Рейхскомиссариатом Остланд, к которому относился город Вильно, и Восточной Пруссией, к которой немцы присоединили Белосток. Гетто Гродно было важным пунктом на пути связных. Но к апрелю 1943 от гродненского гетто уже не осталось и следа, а оставшиеся в живых евреи города бежали как раз в Белосток.

## Первые бои. Ицхок Малмед
Первые вооружённые столкновения в гетто произошли во время акции депортации 5—12 февраля 1943. «Блок А» предпринял попытку защиты населения и организации отпора, атаковав солдат и принадлежащие немцам здания на территории гетто. «Блок В» в февральских боях участия не принял. В ходе боёв было убито около 30 немецких солдат и украинских полицейских.
Эта попытка вооружённого сопротивления принесла большие потери. Погибли от 800 до 2 тысяч человек, а 10 тысяч были вывезены с Фабричного (Полесского) вокзала в Треблинку.
Самооборона носила ограниченный характер. Это было обусловлено двумя причинами: недостаточным военным опытом и слабой вооружённостью бойцов. Тем не менее, несколько групп подпольщиков оказали немцам яростное сопротивление. Героями февральских боев стали группы Эдека Боракса и Шолома Пропорца, отважно выступившие против превосходящих сил карателей и погибшие в бою. Погибли, сражаясь, отважные девушки-подпольщицы Фрида Фель, Ружа Бух, Стелла Файерштайн, Рахиль Розенштейн и др.
Во время акции 7 февраля Ицхок Малмед, один из высылаемых, находившийся в группе евреев у дома по ул. Купеческой № 29, вынул из кармана бутылку с соляной кислотой и выплеснул её в лицо одному из эсэсовцев. Ослеплённый солдат открыл огонь из автомата, убив при этом другого эсэсовца. Малмед, воспользовавшись замешательством, сумел сбежать.
Проинформированный о случившемся комендант гестапо Фриц Фредль приказал расстрелять группу мужчин, женщин и детей, живших поблизости от места происшествия. После этого немцы пригнали другую группу евреев, которых заставили похоронить жертв расстрела. Тела были присыпаны только тонким слоем земли. Часть жертв были ещё живы, их руки пытались разгрести засыпающую их землю.
Убитого солдата занесли в здание Юденрата и положили на стол Эфраима Бараша. Фредль произнёс следующее: «Посмотри, что сделали твои жидовские преступники. Сейчас мы им отомстим. Посмотри, на что мы способны». Фредль поставил ультиматум: виновник должен сдаться в течение 24 часов, или всё гетто будет уничтожено вместе с жителями. Бараш, понимающий всю серьёзность ситуации, послал Малмеду сообщение с просьбой о сдаче, чтобы попытаться спасти тысячи жизней. После получения послания Бараша Малмед сдался нацистам.
Об отваге Малмеда рассказал в записках Мордехай Тененбаум. На вопрос о причинах нападения на немецкого солдата, Малмед ответил: «Ненавижу вас. Жалею, что погиб только один. На моих глазах вы убили мою семью. Видел смерть тысяч евреев в Слониме. Я нисколько не жалею о том, что сделал».
Подпольщики Таненбаума пытались освободить героя, но арестованного надёжно охраняли, и даже еврейская полиция не могла к нему приблизиться. На следующее утро Ицхок Малмед был повешен на ул. Купеческой, в воротах Юденрата, поблизости от места своего подвига. Несмотря на перенесённые пытки, он до последнего мгновения проклинал нацистских убийц. Первоначально верёвка оборвалась, и немцы открыли огонь по упавшему телу, а потом заново его повесили, оставив так висеть на 48 часов.

## Восстание
Сегодня мы обсуждаем два способа умереть.

Идти в атаку означает для нас верную смерть.

Второй способ означает смерть в

течение двух или трёх дней.

Мы должны рассмотреть оба способа, —

возможно, что-то и удастся предпринять.

член подпольной организации Белостокского гетто Ицхак Энгельманн, 27 февраля 1943 г.

После февральских боёв подпольщики начали понимать, что разделение сил Сопротивления на два блока идёт вразрез с интересами дела. Объединение шло туго: мешали как идеологическая зашоренность коммунистов-ортодоксов, так и традиционное недоверие к ним их давнишних противников. В результате было создано объединённое командование всех подпольщиков. Их военными руководителями стали Даниэль Мошкович (коммунист) и Мордехай Тененбаум, лидер «Дрора». Ведущими деятелями антифашистской организации Белостокского гетто являлись Иосиф Каве, Лейб Мандельблит, Велвл Волковыский, Рива Войсковская (от коммунистов), Шолом Пропорц и Кустин (от бундовцев), Эдек Боракс и Зорах Зильберберг (от «Ха-шомер ха-цаир»), также в руководство вошли Гершель Розенталь и Исраэль Маргулис. Много работали с молодыми подпольщиками левой ориентации Юдита Новогрудская и Сара Розенблат. Связь между подпольем в гетто и антифашистами «арийской» части Белостока осуществляли Марек Бух, Натек Гольдштейн, Павел Кожец, девушки Шейна Пат, Марыля Ружицкая (1919—1982) и др. Опасную подпольную работу за пределами гетто вели законспирированные там Анна Рут (родилась в 1918 г.), Лиза Чапник (родилась в 1922 г.), Броня Винницкая (родилась в 1923 г.), Хайка Гросман, Ривка Мадайская (1921—1943) и Хася Белицкая (родилась в 1921 г.).
В начале августа 1943 года немцы приняли решение об окончательной ликвидации Белостокского гетто. В Белосток был послан генерал СС Одило Глобочник, руководивший в 1942—1943 годах всеми операциями по уничтожению еврейского населения Польши. Он вместе с местными эсэсовскими руководителями выработал план уничтожения Белостокского гетто. Немцы учли уроки восстания в Варшавском гетто и основательно подготовились к операции.
В августе 1943 года в гетто осталось лишь около 30 тысяч евреев, так как самые большие депортации произошли ещё в начале 1943-го. Это было сделано под давлением Гиммлера, который, будучи главой министерства внутренних дел Третьего рейха, настаивал на необходимости ликвидации евреев. Со своей стороны, Вермахт и гражданское правительство противились этому, так как еврейское население работало на предприятиях, обеспечивающих немецкую армию.
В ночь с 15 на 16 августа гетто было окружено тремя кольцами немецких войск, состоявших из подразделений жандармерии, трёх специальных полицейских батальонов, два из которых были украинскими, частей СС и подразделений вермахта. Войскам были приданы полевая артиллерия, танки, броневики и самолёты. В ночь на 16 августа немецкие войска заняли фабрики гетто, утром 16 августа в гетто были вывешены объявления, в которых населению приказывали собраться в указанных местах, якобы для переселения в Люблин.
В восстании в Белостокском гетто участвовало всего около 300 человек, так как вооружение повстанцев было скудным и его могло хватить лишь для такого количества бойцов. Они располагали 25 карабинами и сотней винтовок, несколькими автоматами, одним пулемётом. Было также оружие кустарного производства, небольшое количество коктейлей Молотова и немного гранат. Остальные бойцы вооружались топорами, штыками, косами и т. д. Были созданы укреплённые бункеры и два штаба по руководству восстания. В бункере на улице Тёплой находился основной штаб восставших во главе с руководителями М. Тененбаумом и Д. Мошковичем. Другой штаб был создан в центре гетто, его возглавляли З. Зильберберг и Й. Каве (1897—1944).
Небольшая группа восставших, в количестве едва ли превышающем 300 человек, плохо вооружённая, пять дней вела бои против более трёх тысяч немцев и украинцев, действовавших при поддержке танков, артиллерии и авиации.
16 августа тяжёлые бои велись у бункера на улице Тёплой. Во время боя Фрида Рыбаловская (1925—1943?) отбила у немцев пулемёт, Рена Верник взорвала гранатой себя и окруживших её немцев и украинских полицейских. Столкнувшись с серьёзным сопротивлением, немецкое командование решило использовать танки. Недалеко от юденрата путь танкам преградили боевые группы под командованием Й. Кове и Юдит Новогрудской (1908?—1943). Подпольщики забросали танки гранатами. Особенно мужественно сражалась с немцами боевая группа во главе с М. Татой, состоявшая из мясников. Другим очагом сопротивления стала фабрика металлических изделий, которую обороняла группа повстанцев во главе с З. Фельдером и З. Зильбербергом. Все немецкие атаки были отбиты. Фабрика была подвергнута бомбардировке с воздуха, и её защитники погибли. В ночь на 17 августа бойцы еврейского сопротивления перешли в контратаку. Им удалось ворваться в покинутую жителями центральную часть гетто. Здесь было захвачено несколько фабрик. Весь день 17 августа в этой части гетто шли тяжёлые бои. Немцы захватили здания фабрик только после гибели всех защитников. Организованное сопротивление продолжалось до 20 августа.
19 августа была предпринята ещё одна отчаянная попытка штурма ограды гетто. Большая группа бойцов во главе с Юдит Новогрудской пыталась прорвать кольцо окружения, но неудачно, и большинство бойцов, в том числе Юдит Новогрудская, погибли.
На пятый день коменданты восстания Д. Мошкович и М. Тененбаум (последний проявил незаурядный талант военного организатора), убедившись, что сопротивление подавлено, а боеприпасы иссякли, покончили с собой. Последний бой произошёл на шестой день, когда немцы прорвались к больнице на ул. Фабричной № 27, которую повстанцы превратили в госпиталь. Немцы и украинские полицейские столкнулись с группой бойцов во главе с Ханкой Левинсон. Бойцы сопротивления, врачи и медсёстры — все встали на защиту раненых. Подавляющее большинство защитников больницы и раненые погибли. Один из организаторов и защитников госпиталя, врач Цитрон, чудом выжил, прошёл Освенцим и в течение долгих лет работал в должности главного хирурга Израиля).
Самоотверженно сражались рядовые и руководители — коменданты Д. Мошкович и М. Тененбаум, члены подпольного комитета больная Ю. Новогрудская, раненые Л. Мандельблит и Т. Малер, командиры боевых групп, многие женщины, девушки, подростки и даже дети. Потери немцев составили несколько десятков убитых и большое число раненых. В лагеря смерти — Треблинку, Освенцим и другие — было вывезено около 35 тыс. евреев Белостокского гетто. Хотя активный отпор карателям продолжался 5-6 дней, отдельные ночные стычки с ними уцелевших повстанцев, скрывавшихся в руинах, вспыхивали ещё несколько недель. Они выходили по ночам из укрытий и нападали на патрули, состоявшие из украинских, литовских и немецких полицейских. Последними группами повстанцев гетто командовал В. Волковысский. В документе, найденном в немецком архиве и опубликованном в израильском историческом журнале, сообщается, что ещё 3-4 месяца после подавления восстания немецкие солдаты участвовали в операциях по ликвидации остатков «бандитов» в руинах Белостокского гетто. Последняя известная попытка прорыва произошла в середине октября 1943 г., но прорваться никому не удалось. По данным «Жеготы» в гетто было уничтожено около ста немецких и украинских солдат и полицейских, несколько сот было ранено.
Сестра Мордехая Тененбаум-Тамарова Нина Тененбаум-Беккер писала: «Таков был конец 200-летней истории евреев Белостока. Следы еврейской жизни и борьбы были стёрты с лица земли».

## Судьба белостокских евреев после восстания
Около 150 восставших сумели прорваться за пределы гетто, в Кнышенскую Пущу, где они создали партизанский отряд «Кадима» (Вперёд). Этот отряд и другие еврейские группы и отряды в апреле 1944 влились в советскую партизанскую бригаду им. К. Калиновского.
После подавления восстания уцелевшие евреи были высланы в Треблинку (10 транспортов), Освенцим (2 транспорта), 12 тысяч детей были высланы в лагерь в Терезине (Чехия), где содержались 6 недель, пока шли переговоры об обмене еврейских детей на немцев, пленённых англичанами. После провала переговоров 5 октября 1943 1196 детей и 53 сопровождающих были перевезены в Освенцим, где через 2 дня их уничтожили в газовой камере.
Оставшиеся в Белостоке евреи в количестве 1-2 тысячи человек были переселены в «малое гетто», а затем, 8 сентября 1943, часть из них была переведена в рабочий лагерь в Понятовой (Любельщина), а остальные — в Белжец, Освенцим и Майданек. Часть из переведённых в Понятовую погибла во время акции «Ernfest» 3 ноября 1943, когда немцы уничтожили около 42 тысяч евреев.
В целом, только около двухсот евреев Белостока выжили в лагерях, и ещё несколько десятков — скрываясь на польской стороне города. Также спаслись 60 евреев из числа присоединившихся к партизанам. Белосток был освобождён Красной Армией в августе 1944 года.
После освобождения Польши Красной армией небольшая часть еврейского населения (около 1085 человек) вернулась в Белосток. В 1950—1960-е гг. практически все евреи Белостока репатриировались в Израиль или выехали в США, Швецию и другие страны. В начале 2000-х годов в Белостоке проживало всего несколько евреев.

## Память
Во вторую годовщину восстания (16.08.1945) в Белостоке, на кладбище на ул. Жабьей, был установлен каменный обелиск с надписью:

Памяти 60.000 еврейских братьев из белостокского гетто, убитых немцами — посвящают немногие оставшиеся в живых евреи. Народ Израиля жив.
Оригинальный текст (пол.)Pamięci 60.000 żydowskich Braci z getta białostockiego zamordowanych przez Niemców – poświęca resztka pozostałych przy życiu Żydów. Naród Izraela żyje
В 1946 году был установлен современный памятник, в настоящее время находящийся на площади Тененбаума, который посвящён памяти борцов гетто. В 1948 году на еврейском кладбище построен мавзолей памяти еврейских партизан.
В 1947 году в Тель-Авиве были опубликованы уцелевшие письма Тененбаум-Тамарова «Листы из пламени».
В 1950 году организацией белостокцев в США (англ. Organization of Bialystokers in the United States) были выделены средства на строительство городского района «Кирьят Бялосток» в израильском городе Йехуд. В районе по адресу ул. Тененбаума № 17 открыт мемориальный центр.
В 1965 году в Тель-Авиве Хайка Гроссман выпустила книгу «Люди подполья», посвящённую бойцам белостокского гетто.
В 1974 году в Иерусалиме Нина Тененбаум-Беккер выпустила книгу «Мордехай Тененбаум-Тамаров, герой гетто, человек и воин».
В 2003 году на бывшем кладбище на ул. Жабьей (само кладбище было ликвидировано в 1971 году) установлен памятный камень с надписью на иврите и по-польски:

Братская могила повстанцев белостокского гетто, погибших в героической борьбе с немецкими варварами за свободу и честь еврейского народа 16-25-VIII-1943.
Оригинальный текст (пол.)Bratnia mogiła powstańców getta białostockiego poległych w bohaterskiej walce z niemieckimi barbarzyńcami za wolność i honor narodu żydowskiego 16-25-VIII-1943.
Улица Купеческая была переименована в улицу имени Ицхока Малмеда, а на месте его гибели установлена памятная доска.
Последние два десятилетия в Белостоке 16 августа отмечается день памяти восстания в гетто.

## Пояснения
1. ↑  О Мордехае и его товарищах написано в «Чёрной книге», вышедшей под редакцией В. Гроссмана и И. Эренбурга.
2. ↑  Хотя сам термин «Холокост» часто применяется не только к геноциду евреев, но и других национальных и социальных групп, однако в подавляющем большинстве источников он используется только в контексте геноцида евреев. Это не означает, что представители других национальностей не подвергались преследованиям и убийствам во время оккупации
3. ↑  Хайка Гроссман по фальшивым документам жила в «арийской» части города. После войны была одним из руководителей движения Ха-Шомер ха-цаир в Польше. В 1948 г. Гроссман уехала в Израиль. Избиралась в Кнессет от партии МАПАМ в 1969—1981 гг. и 1984—1988 гг. Умерла в 1995 году.
4. ↑  GPS:53.1379° N / 23,1651° E 53°08’16" N / 23°09’54" E